# Arthur Cohn
Arthur Cohn (ur. 4 lutego 1927 w Bazylei) – szwajcarski producent filmowy.

## Wybrana filmografia
- 1961: Wśród łowców głów
- 1967: Siedem razy kobieta
- 1972: Nazwiemy go Andrea
- 1990: American Dream
- 1998: Dworzec nadziei
- 1999: Jeden dzień we wrześniu
- 2004: Pan od muzyki
- 2008: Dzieci z Jedwabnego Szlaku
- 2012: Russendisko

## Nagrody i nominacje
Został uhonorowany nagrodą BAFTA i trzykrotnie Oscarem, a także został nominowany do Europejskiej Nagrody Filmowej i dwukrotnie do nagrody BAFTA. Posiada również swoją gwiazdę na Hollywoodzkiej Alei Gwiazd.